# 桑皮 (约讷省)
桑皮（法語：Sainpuits，法語發音：[sɛ̃pɥi]）是法国勃艮第-弗朗什-孔泰大区约讷省的一个市镇，属于欧塞尔区。

## 地理
桑皮（47°31'5"N, 3°15'34"E）面积22.84 平方千米，位于法国勃艮第-弗朗什-孔泰大區约讷省，该省份为法国中北部内陆省份，西接卢瓦雷省，西北接塞纳-马恩省，南至涅夫勒省，东临科多尔省，东北与奥布省接壤。
与桑皮接壤的市镇（或旧市镇、城区）包括：埃泰拉索万、布伊、诺安河畔昂特兰、兰塞克、特雷尼-佩勒斯-圣科隆布。
桑皮的时区为UTC+01:00、UTC+02:00（夏令时）。

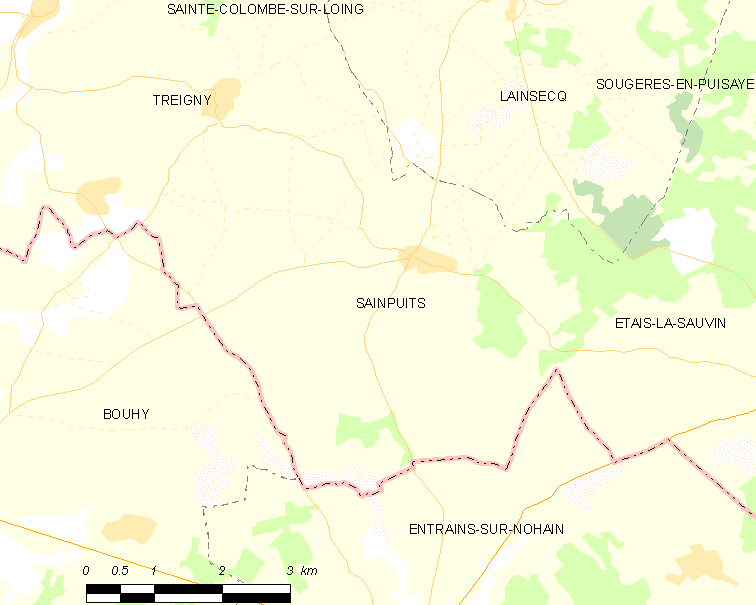
桑皮的OSM定位图

## 行政
桑皮的邮政编码为89520，INSEE市镇编码为89331。

## 政治
桑皮所属的省级选区为万塞勒县。

## 人口

1962-2008年间桑皮人口变化图示

桑皮于2022年1月1日时的人口数量为290人。